# 蒙托波利-迪萨比纳
蒙托波利-迪萨比纳（義大利語：Montopoli di Sabina），是意大利列蒂省的一个市镇。总面积37.6平方公里，人口4232人，人口密度112.6人/平方公里（2009年）。ISTAT代码为057044。